# ロベール4世 (ドルー伯)
ロベール4世（フランス語：Robert IV, 1241年 - 1282年11月12日）は、ドルー伯およびブレーヌ伯（在位：1249年 - 1282年）、および結婚によりモンフォール＝ラモーリー伯。ドルー伯ジャン1世とマリー・ド・ブルボンの息子。

## 生涯
ロベールは1272年にラングドック遠征でフランス王フィリップ3世とともに戦い、フォワ占領に立ち会った。
1260年、ロベールはジャン1世・ド・モンフォールとジャンヌ・ド・シャトーダンの娘でアモーリー・ド・モンフォールの孫娘であるモンフォール＝ラモーリー女伯ベアトリス・ド・モンフォールと結婚した。1282年のロベール4世の死後、息子ジャン2世が跡を継ぎ、長女のヨランド（1263年 - 1322年）はスコットランド王アレグザンダー3世、後にブルターニュ公アルテュール2世と結婚した。

## 子女
- マリー（1261年 - 1276年） - 1273年にマチュー4世・ド・モンモランシーと結婚[5]
- ヨランド（1263年 - 1322年） - モンフォール＝ラモーリー女伯。1285年にスコットランド王アレグザンダー3世と、1292年にブルターニュ公アルテュール2世と結婚[6]。
- ジャン2世（1265年 - 1309年） - ドルー伯
- ジャンヌ - ブレーヌ女伯。ルシー伯ジャン4世と結婚[5]、ジャン・ド・バル（1317年没、バル伯ティボー2世の息子）と再婚。
- ベアトリス（1270年 - 1328年） - ポン＝ロワイヤル女子修道院長
- ロベール - シャトー＝デュ＝ロアール領主